# ICL地震预警技术系统
ICL地震预警技术系统，也称大陆地震预警系统，是在中國大陸建成的一个地震預警系統，可以在地震波到達各地前的一段時間差内生成地震預警警報，向手機、電腦、廣播、電視、專用接收終端等渠道發佈预警信息。截至2016年3月，该系统运用中國大陸国家地震烈度速报与预警工程已建成的部分台站，系统覆盖面積達到220万平方公里、覆盖人口佔中国大陸人员密集之地震区人口的90%，是全球规模最大的地震预警系统。ICL为“成都高新减灾研究所”英文名称（关爱生命机构）的首字母缩写。

## 研發歷史
ICL地震预警系统的主研者是中國留學生、物理学博士王暾，他本來在奥地利从事研究，但於2008年汶川大地震後有感於中國沒有地震预警系统，決定回國開發類似系統。當時，很多人不相信可以实现此种预警系統，只有七人願意加入王暾的團隊，歷時數年。研究工作的資本是王暾到處賒借的300万人民幣，在開展研究一年後已經用完，令團隊面臨財政压力，团队成员一度要用自己的积蓄來支撐研究項目；不過，隨着地震预警系统漸具雏形，研究团队陸續收到政府扶持资金（20万人民幣）和科技部专项资金，又在2011年得到300多万人民幣的资金支持，得以紓解財政問題。
到了2012年，成都高新减灾研究所已初步掌握地震预警和地震烈度速报的核心技术，並成功開發软硬件一体化系统，把技术融入到系统中，形成自主知识产权。這套地震预警系统在2012年9月通过四川省科技厅组织、鉴定委员会負責的科技成果鉴定，獲評定為「处于国内先进水平」，成為中國大陸第一个通过省部级科技成果鉴定的同類系统。

## 運作
地震预警是指在地震发生後、而未及造成严重破坏前发出警告，原理為：在震央发生地震後，具破坏性的地震波有一段時間尚未傳到各地，而由於電磁波比地震波快，系统可以把烈度仪监测到的地震波信息转为電磁波，在地震波到达前的數秒至幾十秒發出预警。透過对地震波波形的监测、分析、汇总、综合分析，ICL地震预警技术系统能夠生成地震预警警报，並以手机、電腦、广播、电视、专用接收终端等渠道來发布。系统吸收中國和其他地區的地震預警技術（尤其是日本），加以重大創新，又採用了多種世界首创的技术，例如现地法和异地法融合、烈度声音提示等。

## 應用

在一起地震中，民眾透過專用軟體收到的地震預警

### 地區
ICL地震预警技术系统在2012年主要用於汶川大地震余震区和四川、雲南交界处，其後發展到中國大陸其他地區。至2014年，此系統在中國大陸15个省市被採用，覆盖面積接近100万平方公里。至2016年3月，中國大陸合共有31个省、市、自治区採用ICL地震预警系统（例如四川、雲南、陝西、甘肅等），系统覆盖面積達到220万平方公里、覆盖人口佔中国大陸人员密集之地震区人口的90%，是全球规模最大的地震预警系统。這個系统的出現使中國成為继墨西哥、日本之后，世界上第三个有能力向公众发布地震预警的国家。
ICL地震预警技术系统在2014年出口到海地，而成都高新减灾研究所與尼泊尔科技院联合建设的尼泊尔地震预警系统亦在2015年投入建设。

### 對象

#### 政府和基建
自2014年起，ICL地震预警技术系统為中華人民共和國民政部國家減災中心、四川省应急管理办公室、雲南省应急管理办公室、四川省消防總隊等災害管理相關部門提供地震預警和地震烈度速報服務，而包括四川公安在內的近20個政務微博會發佈預警資訊。四川省成都市和安徽省滁州市的城市地震预警系统建设項目亦初步应用了此系统。
ICL地震预警技术系统也用於公共建設上，例如：成都高新区所有公立学校均受系统覆盖，可以由校园广播發出地震预警；成都地铁在2014年啟用此系统，以後一旦接收到地震预警，列車便會减速至25公里每小時、並紧急停靠到最接近的站台。燃氣、高鐵、化工等重大工程也逐步採用此系統。人員密集或進行重大工程的場所可以安裝專用終端，用作接收地震预警，從而降低人命傷亡、避免次生災害。

#### 公眾
预警系统在2012年4月首次獲电视台採用，一旦發生地震，合作电视台的电视畫面便會在地震波来临前自动顯示预警弹窗和倒计时。
使用行動作業系統的民眾可以在苹果（App Store）或安卓应用商店免費下載專用軟體，只要身處地震預警網（覆蓋面積200萬平方公里，以ICL地震预警技术系统為核心技術），就可以接收地震預警。
2019年11月，小米公司与成都高新减灾研究所共同宣布，MIUI和小米电视产品上正式启用两者联合研制的地震预警系统，并将无偿向全球同行开放研发经验。
2019年12月5日，电视地震预警功能成功为部分电视用户提供唐山市丰南区发生4.5级地震的提前预警。该功能由成都高新减灾研究所和北京酷云互动合作研发，并已内置到创维、康佳、长虹、乐视等厂商的部分智能电视，以及新潮传媒、农广传媒等户外屏幕终端中，用户覆盖量达数亿。收到预警信息的终端将在大屏幕上弹窗显示并语音播报地震预警信息。

## 成果
截至2016年3月，ICL地震预警技术系统未有漏报或误报破坏性地震和余震的紀錄，响应时间為6.2秒，预警盲区有21公里。
2011年4月，ICL地震预警技术系统成功對一次汶川大地震余震作出预警。2013年2月，云南發生4.9级地震，系统成功在地震波到达雲南昭通市前15秒發出预警，是中國大陸首次国内成功对破坏性地震作预警。ICL地震预警技术系统累計在最少30次破壞性地震中成功發出預警，有減輕災害破壞的實際效用。這些地震包括2013年蘆山地震、2014年魯甸地震、2017年九寨沟地震等。2019年宜宾地震中，由成都高新减灾研究所研发的ICL地震预警技术系统对此次地震进行了预警。此次地震宜宾市提前10秒预警，提前61秒向成都预警，宜宾、成都的部分民众通过公共广播、电视、手机、专用地震预警终端收到预警提示。